# Chrysocraspeda dinawa
Chrysocraspeda dinawa är en fjärilsart som beskrevs av George Thomas Bethune-Baker 1916. Chrysocraspeda dinawa ingår i släktet Chrysocraspeda och familjen mätare. Inga underarter finns listade i Catalogue of Life.